# Arcidiocesi di Zara

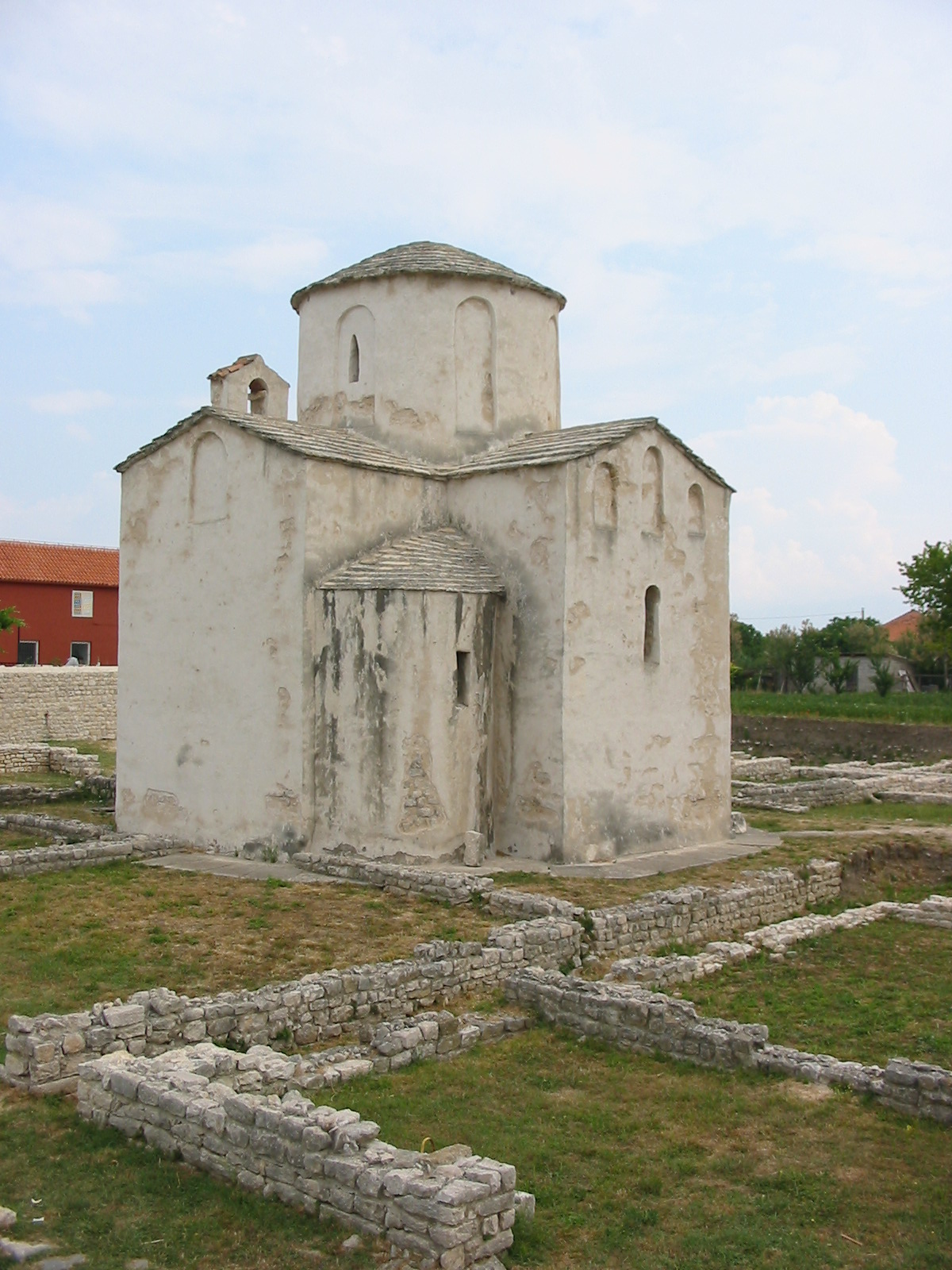
La chiesa della Santa Croce, già cattedrale di Nona, diocesi soppressa nel 1830 a vantaggio dell'arcidiocesi di Zara.

L'arcidiocesi di Zara (in latino Archidioecesis Iadrensis) è una sede della Chiesa cattolica in Croazia immediatamente soggetta alla Santa Sede. Nel 2022 contava 165.122 battezzati su 169.025 abitanti. È retta dall'arcivescovo Milan Zgrablić.

## Territorio
L'arcidiocesi comprende parte della Dalmazia.
Sede arcivescovile è la città di Zara, dove si trova la cattedrale di Sant'Anastasia.
Il territorio si estende su una superficie di 3.009 km² ed è suddiviso in 117 parrocchie.

## Storia
Incerte sono le origini della diocesi di Zara. La tradizione riferisce che furono san Luca, san Paolo e il discepolo Tito ad evangelizzare la Dalmazia. Altre tradizioni non documentate asseriscono che il primo vescovo sia stato san Donato, morto martire durante le persecuzioni, e che Carlo Federico Bianchi, nella sua Zara cristiana, confonde con l'omonimo vescovo di Eurea di Epiro.
Il primo vescovo storicamente documentato è Felice, che presiedette il concilio di Aquileia del 381 e fu presente al concilio di Milano del 390. La diocesi era suffraganea dell'arcidiocesi di Salona, come attesta la presenza del vescovo Andrea ai sinodi provinciali del 530 e del 533.
Nel VII secolo la regione fu invasa dalle tribù slave e poi conquistata dai Croati che vi fondarono il loro regno. Salona fu distrutta e i diritti metropolitici trasferiti a Spalato, nuova sede metropolitana dalmata, di cui Zara fu suffraganea. Tuttavia alcune città costiere, tra cui Zara, furono conquistate dai bizantini, che le tennero fino ai primi decenni del X secolo. In questo periodo si distinse il vescovo Donato, venerato come santo a Zara, che cercò di conciliare la Chiesa occidentale con quella d'Oriente; da un suo viaggio a Costantinopoli portò a Zara le reliquie di sant'Anastasia, che divenne titolare della cattedrale zaratina.
Nei primi decenni del X secolo Zara fu conquistata dai Croati, ma entrò stabilmente a far parte del loro regno solo con la metà dell'XI secolo. In questo periodo fu edificata la nuova cattedrale di sant'Anastasia.
Verso la metà dell'XI secolo Zara cedette una porzione del proprio territorio per l'erezione della diocesi di Zaravecchia, città eretta a propria sede dal re Casimiro. Quando però la città fu distrutta dai Veneziani nel 1126, la maggior parte del suo territorio ritornò a Zara, anche se la sede vescovile non fu soppressa, ma trasferita a Scardona.
Con la bolla Licet universalis del 17 ottobre 1154 la diocesi fu elevata al rango di arcidiocesi metropolitana e dal 1155 subordinata al patriarca di Grado, nominato da papa Adriano IV primate della Dalmazia. La provincia ecclesiastica di Zara comprendeva 3 diocesi: Ossero, Arbe e Veglia. Inizialmente alla provincia ecclesiastica di Zara apparteneva anche la diocesi di Lesina, ma già nel 1180, in seguito ai dissidi tra i vescovi di Lesina e gli arcivescovi di Zara, divenne suffraganea di Spalato in seguito ad un arbitrato condotto dal legato pontificio Teobaldo.
Nel 1202 il doge di Venezia Enrico Dandolo, durante la Crociata, deviò le sue armate su Zara, che conquistò, portando morte e distruzione. La cosa suscitò la dura reazione di papa Innocenzo III, che scrisse una lettera di rimprovero al doge e fulminandolo con la scomunica per aver assalito e distrutto una città cristiana. In seguito venne ricostruita la cattedrale, già dedicata a San Pietro e ora a Sant'Anastasia, che fu consacrata il 27 maggio 1285
L'arcivescovo Bernardo Florio fondò il seminario per la formazione teologica dei preti, che fu aperto nel 1656. Nel 1748 fu aperto un secondo seminario per la formazione dei preti in lingua slava, voluto dall'arcivescovo Vicko Zmajević (1713-1745), che morì prima di vedere realizzato il suo progetto. Il primo seminario fu chiuso nel 1797, mentre il seminario Zmajević durò fino al 1821, quando fu sostituito, nel 1826 da un seminario unico per tutta la Dalmazia.
Il 30 luglio 1828, con la bolla Locum beati Petri di papa Leone XII, furono riviste completamente le circoscrizioni ecclesiastiche della Dalmazia e dell'Istria. Per volere del governo austriaco, Zara divenne l'unica sede metropolitana di tutta la Dalmazia, e la sua provincia ecclesiastica comprendeva le diocesi di Spalato-Macarsca, Ragusa, Sebenico, Cattaro e Lesina. Con la stessa bolla fu soppressa la diocesi di Nona e il suo territorio annesso dall'arcidiocesi di Zara. Le antiche diocesi di Ossero e di Arbe, che facevano parte della provincia ecclesiastica di Zara, furono anch'esse soppresse e unite alla diocesi di Veglia, che nel 1830 divenne suffraganea di Gorizia.
In seguito ai mutamenti geopolitici susseguitisi dopo la prima guerra mondiale, in cui la città di Zara divenne parte integrante del regno d'Italia, l'arcidiocesi rimase vacante per oltre 10 anni; nel 1922 la Santa Sede procedette alla nomina di due amministratori apostolici, uno per la parte italiana dell'arcidiocesi (la provincia di Zara) e un altro per la parte jugoslava.
Il 1º agosto 1932, in seguito alla bolla Pastorale munus di papa Pio XI, la provincia ecclesiastica di Zara fu soppressa e l'arcidiocesi perse il rango di sede metropolitana diventando una sede arcivescovile immediatamente soggetta alla Santa Sede. Inoltre il territorio dell'arcidiocesi fu limitato ai soli possedimenti italiani della regione, ossia alla provincia di Zara, che comprendeva la città di Zara e le isole di Cherso e Lussino, già appartenute alla diocesi di Veglia, e l'isola di Lagosta, già appartenuta alla diocesi di Ragusa. Gli altri territori dell'arcidiocesi di Zara in territorio jugoslavo furono ceduti in amministrazione ai vescovi di Sebenico.
Il 1º marzo 1948 i confini della diocesi furono riportati alla situazione precedente le variazioni territoriali del 1932.
Il 6 gennaio 1963 cedette alcune delle Isole Quarnerine alla diocesi di Veglia.

## Cronotassi dei vescovi
Si omettono i periodi di sede vacante non superiori ai 2 anni o non storicamente accertati.
- San Felice † (prima del 381 - dopo il 390)
- Andrea I † (prima del 530 - dopo il 533)
- Sabiniano † (prima del 593 - dopo il 598)
- San Donato † (circa 801 - dopo l'806)
- Vitale † (menzionato nell'879)
- Firmino † (prima del 925 - dopo il 928)
- Basilio † (menzionato nel 969)
- Anastasio † (prima del 978 - dopo il 981)
- Andrea II † (prima del 1029 - dopo il 1036)
- Pietro I † (prima del 1044 - dopo il 1045)
- Andrea III † (prima del 1056 - dopo il 1059)
- Stefano I † (menzionato nel 1066)
- Andrea IV † (prima del 1072 - 1073)
- Stefano II † (1073 - circa 1090 deceduto)
- Andrea V † (1091 - dopo il 1094)
- Gregorio † (circa 1101 - 1111)
- Marco † (1111 - circa 1124 deceduto)
- Micha † (circa 1124 - circa 1136/1137 deceduto)
- Pietro II † (menzionato nel 1138)
- Lampridio † (1141/1154 - 1178 deceduto)
- Teobaldo Balbi, O.S.B. † (1178 - 1181)
- Damjan † (1183 - circa 1186/1187)
- Petar † (1187 - 1197)
- Nikola Manzavin † (1198 - 1202)
- Leonard † (1208 - 1218)
- Giovanni Venier † (1218 - 1238)
- Toma † (8 maggio 1238 - 1238)
- Domenico Franco † (1239 - 1245)
- Lovro Periandar (Perijander) † (1245 - 1287 deceduto)
- Andrea Gussoni † (1287 - 1290)
- Giovanni da Anagni, O.F.M. † (12 febbraio 1291 - 17 giugno 1297 nominato arcivescovo di Trani)
- Enrico da Todi, O.F.M. † (18 giugno 1297 - 1299 deceduto)
- Jacopo da Foligno, O.F.M. † (15 giugno 1299 - 1312 deceduto)
- Niccolò da Sezze, O.P. † (13 luglio 1312 - 1320 deceduto)
- Ivan Butovan † (28 aprile 1322 - 6 aprile 1333 deceduto)
- Nicolò Matafari † (10 settembre 1333 - 1367 deceduto)
- Domenico, O.P. † (27 settembre 1368 - 23 gennaio 1376 nominato vescovo di Bosnia)
- Pietro Matafari † (5 maggio 1376 - 1400 deceduto)
- Luca Vagnozzi † (28 luglio 1400 - 1419 o 1420 deceduto)
- Biagio Molin † (4 marzo 1420 - 17 ottobre 1427 nominato patriarca di Grado)
- Lorenzo Venier † (19 gennaio 1428 - 1449 deceduto)
- Polidoro Foscari † (5 novembre 1449 - 1450 deceduto)
- Maffeo Valaresso † (1º luglio 1450 - 1494 deceduto)
- Giovanni Robobello † (19 dicembre 1494 - 1503 deceduto)
- Alvise Cippico † (11 dicembre 1503 - 1504 deceduto)
- Giovanni Cippico † (6 marzo 1504 - 1505 deceduto)
- Francesco Pesaro † (18 aprile 1505 - 19 dicembre 1530 nominato patriarca titolare di Costantinopoli)
  - Egidio da Viterbo, O.E.S.A. † (19 dicembre 1530 - 12 novembre 1532 deceduto) (amministratore apostolico)
- Cornelio Pesaro † (10 novembre 1533 - 1554 deceduto)
- Alvise Cornaro † (25 giugno 1554 - 17 luglio 1555 dimesso)
- Muzio Calini † (17 luglio 1555 - 12 luglio 1566 nominato vescovo di Terni)
- Alvise Cornaro † (1566 - 1567 dimesso) (per la seconda volta)
- Andrea Minucci † (5 dicembre 1567 - 1572 deceduto)
  - Marco Loredan † (16 novembre 1573 - 25 giugno 1577 deceduto) (amministratore apostolico)
- Natale Venier † (13 novembre 1577 - 25 dicembre 1588 deceduto)
- Marcantonio Venier † (25 aprile 1589 - 27 febbraio 1592 deceduto)
- Alvise Barozzi † (3 aprile 1592 - 2 maggio 1592 deceduto)
- Alvise Molin † (6 novembre 1592 - 3 novembre 1595 nominato arcivescovo, titolo personale, di Treviso)
- Minuccio Minucci † (7 febbraio 1596 - 7 marzo 1604 deceduto)
- Vittorio Ragazzoni † (25 giugno 1604 - 1615 deceduto)
- Luca Stella † (16 novembre 1615 - 4 dicembre 1623 nominato arcivescovo di Creta)
- Ottaviano Garzadori † (11 marzo 1624 - 1639 dimesso)
- Benedetto Cappello † (11 luglio 1639 - 21 ottobre 1641 nominato arcivescovo, titolo personale, di Concordia)
- Bernardo Florio, O.Cruc. † (28 aprile 1642 - 14 febbraio 1656 deceduto)
- Teodoro Balbo † (18 settembre 1656 - 19 maggio 1669 deceduto)
- Giovanni Evangelista Parzaghi, O.F.M. † (19 agosto 1669 - 24 agosto 1688 deceduto)
- Vittorio Priuli, C.R.L. † (20 dicembre 1688 - 5 novembre 1712 deceduto)
- Vicko Zmajević † (27 marzo 1713 - 12 settembre 1745 deceduto)
- Matteo Caraman † (22 novembre 1745 - 7 maggio 1771 deceduto)
- Michele Triali † (23 settembre 1771 - 13 gennaio 1774 deceduto)
- Giovanni Carsana † (6 giugno 1774 - gennaio 1801 deceduto)
- Giuseppe Gregorio Scotti † (24 agosto 1807 - 1º gennaio 1817 deceduto)
- Josip Franjo di Paola Novak † (27 settembre 1822 - 20 marzo 1842 dimesso[10])
- Giuseppe Godeassi † (22 giugno 1843 - 5 settembre 1861 deceduto)
- Pietro Doimo Maupas † (21 maggio 1862 - 8 marzo 1891 deceduto)
- Grgur Rajčević † (17 novembre 1891 - 27 ottobre 1899 deceduto)
- Mate Dujam Dvornik † (4 settembre 1901 - 1910 dimesso)
- Vinko Pulišić † (16 giugno 1910 - 2 aprile 1922 dimesso[11])
  - Sede vacante (1922-1933)
- Pietro Doimo Munzani † (16 marzo 1933 - 11 dicembre 1948 dimesso[12])
  - Sede vacante (1948-1960)
- Mate Garković † (24 dicembre 1960 - 26 maggio 1968 deceduto)
- Marijan Oblak † (20 agosto 1969 - 2 febbraio 1996 ritirato)
- Ivan Prenđa † (2 febbraio 1996 succeduto - 25 gennaio 2010 deceduto)
- Želimir Puljić (15 marzo 2010 - 14 gennaio 2023 ritirato)
- Milan Zgrablić, succeduto il 14 gennaio 2023

## Statistiche
L'arcidiocesi nel 2022 su una popolazione di 169.025 persone contava 165.122 battezzati, corrispondenti al 97,7% del totale.
| anno | popolazione | popolazione | popolazione | presbiteri | presbiteri | presbiteri | presbiteri                | diaconi | religiosi | religiosi | parrocchie |
| anno | battezzati  | totale      | %           | numero     | secolari   | regolari   | battezzati per presbitero | diaconi | uomini    | donne     | parrocchie |
| ---- | ----------- | ----------- | ----------- | ---------- | ---------- | ---------- | ------------------------- | ------- | --------- | --------- | ---------- |
| 1948 | 35.200      | 36.000      | 97,8        | 67         | 51         | 16         | 525                       |         | 21        | 37        | 31         |
| 1970 | 166.251     | 192.512     | 86,4        | 108        | 81         | 27         | 1.539                     |         | 33        | 155       | 107        |
| 1980 | 144.700     | 187.000     | 77,4        | 105        | 75         | 30         | 1.378                     |         | 37        | 178       | 112        |
| 1990 | 145.000     | 188.000     | 77,1        | 95         | 62         | 33         | 1.526                     |         | 39        | 183       | 112        |
| 1999 | 155.500     | 160.000     | 97,2        | 106        | 72         | 34         | 1.466                     |         | 39        | 148       | 116        |
| 2000 | 155.500     | 164.310     | 94,6        | 107        | 76         | 31         | 1.453                     |         | 35        | 148       | 116        |
| 2001 | 158.215     | 164.310     | 96,3        | 110        | 75         | 35         | 1.438                     |         | 41        | 144       | 117        |
| 2002 | 155.559     | 164.965     | 94,3        | 103        | 72         | 31         | 1.510                     |         | 36        | 139       | 117        |
| 2003 | 157.235     | 166.641     | 94,4        | 112        | 77         | 35         | 1.403                     |         | 39        | 142       | 117        |
| 2004 | 158.344     | 164.160     | 96,5        | 103        | 76         | 27         | 1.537                     |         | 34        | 143       | 117        |
| 2010 | 160.964     | 167.064     | 96,3        | 127        | 89         | 38         | 1.267                     |         | 41        | 143       | 117        |
| 2014 | 161.751     | 169.074     | 95,7        | 117        | 79         | 38         | 1.382                     |         | 40        | 138       | 117        |
| 2017 | 166.058     | 170.580     | 97,3        | 115        | 75         | 40         | 1.443                     |         | 40        | 136       | 117        |
| 2020 | 165.843     | 169.530     | 97,8        | 114        | 74         | 40         | 1.454                     |         | 40        | 127       | 117        |
| 2022 | 165.122     | 169.025     | 97,7        | 114        | 73         | 41         | 1.448                     |         | 41        | 128       | 117        |